# Cserti József
Cserti József (Csurgósarkad, 1887. november 25. – Lovasberény, 1952. május 27.) magyar tanító, országgyűlési képviselő.

## Élete
1887-ben született a Somogy vármegyei Csurgósarkadon, református kisgazda családban. Apja Cserti József, anyja Kósa Katalin. Az elemi iskolát Alsókon, a középiskolát a csurgói református gimnáziumban, a tanítóképzőt szintén Csurgón végezte és itt szerzett tanítói oklevelet 1907-ben. Madocsán, később Bicskén lett felekezeti tanító, 1911-től Lovasberényben tanított. Ekkortól volt tagja Lovasberény község képviselőtestületének. Tagja volt továbbá a lovasberényi kaszinónak, és elnöke a lovasberényi Olvasókörnek. Az első világháborúban az olasz és orosz fronton harcolt, 1917-ben szerelt le. 1918-tól a köztársaság pártján állt, a Tanácsköztársaság alatt a kommunisták megfigyelték. A románok kivonulása után ő szervezte meg a községi karhatalmat.  Az 1920-as nemzetgyűlési választásokon a lovasberényi kerület választotta meg kisgazdapárti programmal képviselőjének 443 szótöbbséggel Reichenbach Béla egyetemi tanárral szemben, kampányában a földreform aktív szorgalmazásával szerzett népszerűséget a választókerület helységeiben: Csákváron, Felcsúton, Kápolnásnyéken, Pákozdon, Zámolyon, Velencén és Seregélyesen. Az egységes kormánypárt megalakulásakor kilépett a kisgazdapártból, döntését a Seregélyesen tartott képviselői beszámolóban azzal indokolta, hogy a pártba „beözönlöttek a nagybirtokosok”. Amikor az ellenzéki függetlenségi kisgazdapárt megalakult, annak lett tagja. A Ház kivándorlási és könyvtári bizottságának volt tagja. 1922-ben kerületében újra megválasztották, de 1926-ban kikerült a nemzetgyűlésből. 1931-ben a Független Magyar Parasztpárt programjával képviselőjelöltként indult, de vereséget szenvedett. Az 1930-as évek közepén nyugdíjazták, ezután visszavonult szőlőbirtokára, és ott gazdálkodott. Az 1939-es választásokon is indult, de ismét vesztett. 1952 tavaszán államosították szőlőhegyen levő lakóépületét, a megpróbáltatásokat nem tudta elviselni, néhány hónap múlva, májusban elhunyt agyvérzésben. Temetése Lovasberényben történt, az esemény néma tüntetés volt a diktatórikus rendszer ellen. Felesége Urházy Margit volt.